# Bondhusbreen
A Bondhusbreen gleccser a Folgefonna gleccser sarjadéka, melynek hossza megközelítőleg négy kilométer. A gleccser magasságkülönbsége kiindulási pontjától a végéig mintegy 1100 méter. A gleccser Kvinnherad település közelében található Norvégia Hordaland megyéjében az ország nyugati részén fekvő Vestlandet régióban a Folgefonna Nemzeti Park területén. A gleccserből származó olvadékvíz energiájával működtetik a Mauranger Vízerőművet. A gleccser maximális kiterjedése 3,7 kilométer volt. A gleccser legalsó úgy nevezett front része 450 méteres tengerszint feletti magasságban található. 

## Képgaléria

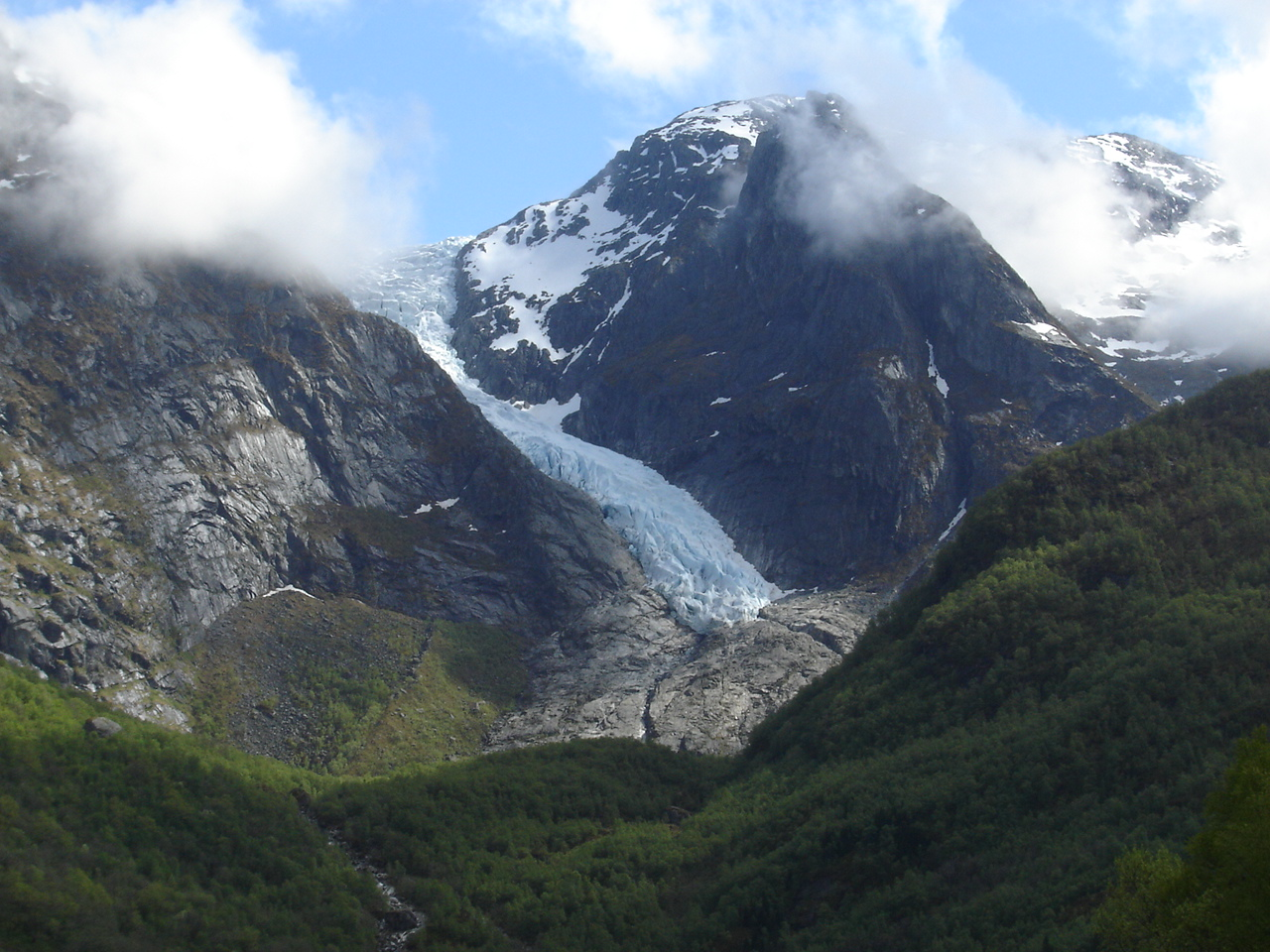
A Bondhusbreen gleccser
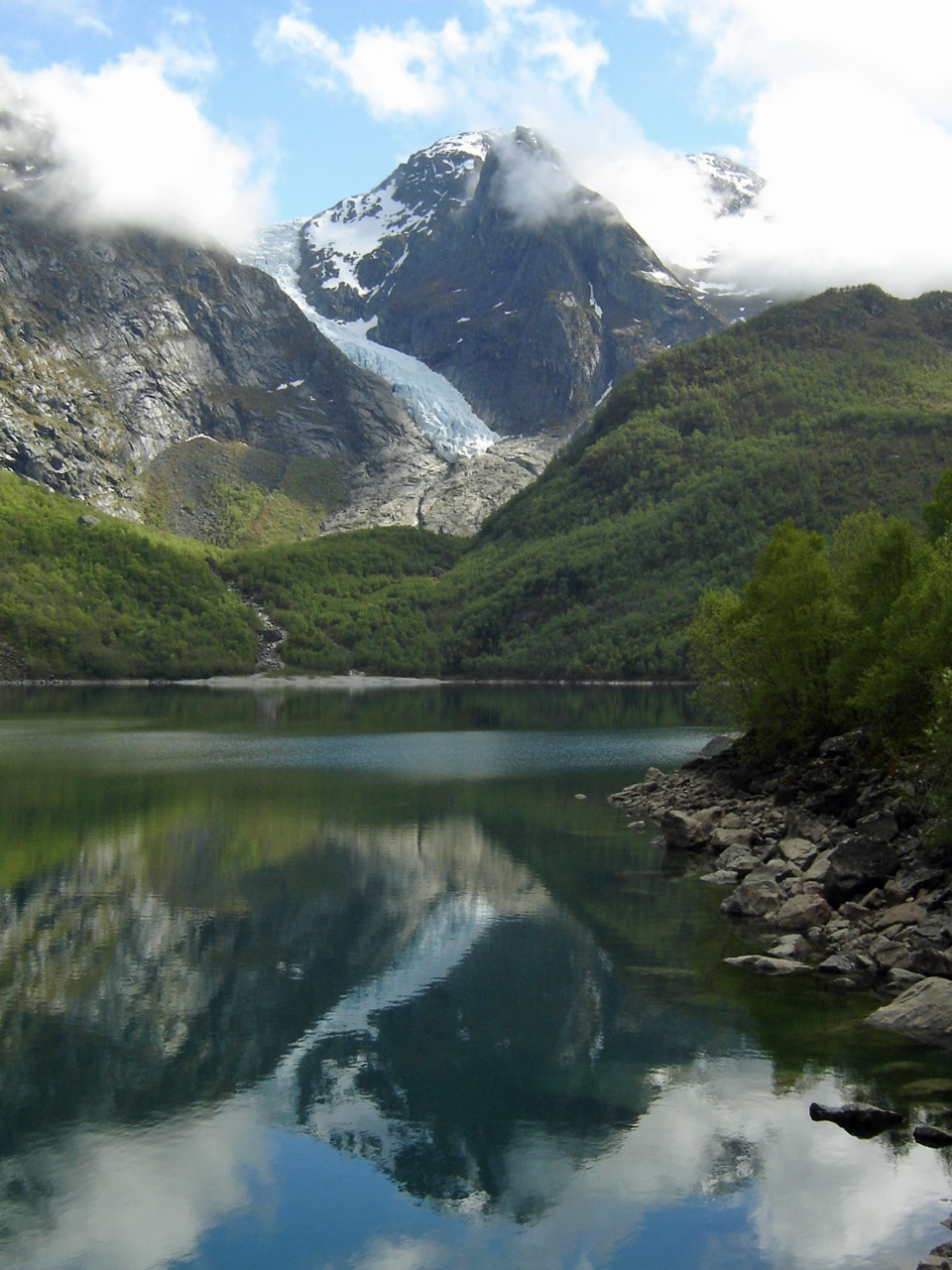
A Bondhusbreen gleccser a Folgefonna Nemzeti Parkban
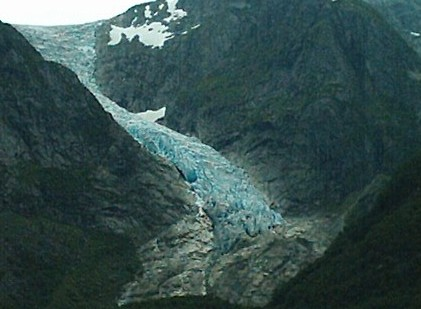
A Bondhusbreen gleccser látképe
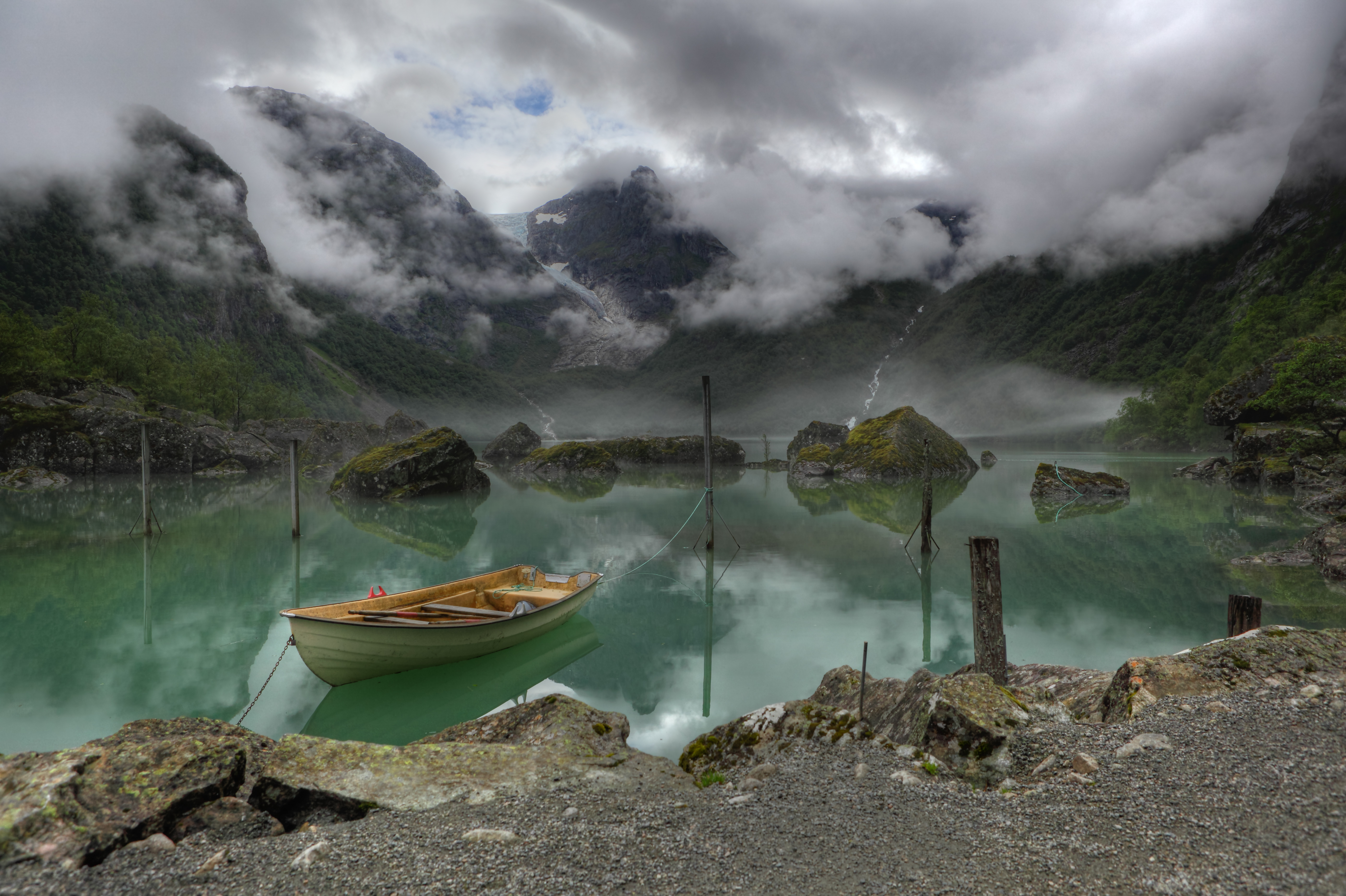
A Bondhus-tó

## Fordítás
Ez a szócikk részben vagy egészben  a   Bondhusbreen című angol Wikipédia-szócikk ezen változatának fordításán alapul.  Az eredeti cikk szerkesztőit annak laptörténete sorolja fel. Ez a jelzés csupán a megfogalmazás eredetét és a szerzői jogokat jelzi, nem szolgál a cikkben szereplő információk forrásmegjelöléseként.